# HD 157819
HD 157819，又名CP-55 8144，SAO 244770、HR 6487，是一颗恒星，视星等为5.94，位于銀經335.94，銀緯-11.22，其B1900.0坐标为赤經17h 20m 22s，赤緯-55° -11.22′ 0″。